# Clara Rodríguez
Clara Rodríguez   (Caracas, 1970) ARCM, DipRCM (Perf), és una pianista veneçolana i professora del Royal College of Music de Londres.

## Joventut i educació
Rodríguez va estudiar al Conservatori Nacional de Música Juan José Landaeta a Caracas, i una beca del Ministeri de Cultura veneçolà li va permetre inscriure's al Royal College of Music de Londres quan tenia disset anys. Entre els seus professors es trobaven Phyllis Sellick, Guiomar Narváez, Niel Immelman i Paul Badura-Skoda.

## Carrera artística
Rodríguez és professora de piano al Royal College of Music. El 2002 va fundar l'Ensemble Alma Viva amb músics llatinoamericans residents a Londres.
El repertori de Rodríguez inclou tant el repertori clàssic com el llatinoamericà i espanyol contemporani. El compositor veneçolà Federico Ruiz va dedicar-li moltes composicions i ha donat estrenes mundials d'obres de Lawrence Casserley i Michael Rosas Cobian.

## Discografia
- Pictures of the plains. The piano music of Moisés Moleiro (1904–1979)
- Triptico Tropical. The piano music of Federico Ruiz (c. 1948)
- Piano Works. Teresa Carreño (1853–1917)
- Piano Music. Ernesto Lecuona (1895–1963)
- Live at the Bolivar Hall